# Georg Götz (Wirtschaftswissenschaftler)
Georg Götz (* 1963 in Oberviechtach, aufgewachsen in Gleiritsch) ist ein deutscher Volkswirt und seit 2007 Professor für Volkswirtschaftslehre (insbesondere Industrieökonomie, Wettbewerbspolitik und Regulierung) an der Justus-Liebig-Universität Gießen.

## Werdegang
Nach dem Studium zum Diplom-Volkswirt von 1983 bis 1989 an der Universität Regensburg promovierte Götz ebenda im Jahr 1995. Im Jahr 2002 habilitierte er an der Universität Wien. Nach verschiedenen Tätigkeiten als wissenschaftlicher Mitarbeiter, Universitätsassistent und Universitätsdozent erhielt er im Jahr 2003 einen Lehrstuhl am Institut für Wirtschaftswissenschaften an der Universität Wien, bevor er schließlich im Jahr 2007 als Professor zur Universität Gießen wechselte.

## Veröffentlichungen
- Monopolistic competition and the diffusion of new technology. Rand Journal of Economics, Vol. 30, 1999, S. 679–693.
- Technischer Fortschritt bei monopolistischem Wettbewerb, Götz, G. (1996): Volkswirtschaftliche Schriften 467, Duncker & Humblot, Berlin
- alle Veröffentlichungen auf der Website der Uni Gießen